# Organic Letters
Organic Letters (відповідно до стандарту ISO 4 у цитатах літератури Org. Lett.) —  рецензований науковий журнал з органічної хімії. Журнал призначений для швидкої публікації коротких повідомлень про передові дослідження з широкого кола тем, які включають у себе:
- Органічну хімію (включаючи металоорганічну хімію та хімію матеріалів)
- Фізичну та теоретичну органічну хімію
- Виділення та синтез натуральних продуктів
- Нові методи синтезу
- Біоорганічну та медичну хімію

Імпакт-фактор у 2021 році склав 6,072.  Відповідно до статистики ISI Web of Knowledge у 2014 році журнал посів четверте місце серед 57 журналів у категорії органічної хімії.
Журнал був заснований у 1999 році. Видається Американським хімічним товариством. У 2014 році журнал перейшов на гібридну модель видання у відкритому доступі.   Крім того, Американське хімічне товариство також видає Journal of Organic Chemistry, спеціалізований журнал з органічної хімії.
Головним редактором-засновником був Амос Сміт. Також головним редактором була Маріса К. Козловскі з Університету Пенсільванії (США). З 2019 року головним редактором є Ерік М. Каррейра.